# Клайв Ентоні Стейс
Клайв Ентоні Стейс (англ. Clive Anthony Stace) — британський ботанік—систематик. Описав близько 130 нових видів рослин.

## Біографія
Народився 30 серпня 1938 року у містечку Танбрідж-Веллс у графстві Кент на півдні Англії. Закінчив Кінгс-коледж у Лондоні. Викладав ботаніку у Манчестерському університеті, згодом у Лестерському університеті. Почесний член Лондонського Ліннеївського товариства. Президент Ботанічного товариства Британії та Ірландії. Спеціалізується на систематиці тонконогових та ситникових рослин.

## Вшанування
На його честь названо два види рослин:
- Brachypodium stacei Catalán, Joch.Müll., L.A.J.Mur & T.Langdon, 2012[3]
- Prunus×stacei Wójcicki, 1991